# Плахівка
Пла́хівка — село в Україні, у Конотопському районі Сумської області. Населення становить 16 осіб. До 2018 орган місцевого самоврядування — Бобинська сільська рада.

## Географія
Село Плахівка знаходиться у верхів'ях балки Попів ложок. На відстані 1 км розташовані села Аляб'єве (ліквідоване в 1988 році) і Бобине. По селу протікає пересихаючий струмок з загатою. Поруч проходить автомобільна дорога Т 1908.

## Історія
12 червня 2020 року, відповідно до розпорядження Кабінету Міністрів України № 723-р «Про визначення адміністративних центрів та затвердження територій територіальних громад Сумської області», село увійшло до складу Путивльської міської громади.
19 липня 2020 року, в результаті адміністративно-територіальної реформи та ліквідації Путивльського району, увійшло до складу новоутвореного Конотопського району.

## Населення

### Мова
Розподіл населення за рідною мовою за даними :
| Мова       | Кількість | Відсоток |
| ---------- | --------- | -------- |
| російська  | 13        | 81.25%   |
| українська | 3         | 18.75%   |
| Усього     | 16        | 100%     |